# Рудолф Литерс
Рудолф Литерс (Дармштат, 10. мај 1883 — Красногорск, 24. децембар 1945) је био немачки генерал током Другог светског рата. После рата доспео је у совјетско заробљеништво, где је и умро.

## Биографија
Примио је службу у Царској немачкој војсци 2. новембра 1902. као Фањенкунер и учествовао у Првом свјетском рату гдје је рањен двапут, у септембру 1914. и у октобру 1915.
Током Другог свјетског рата, постао је командант 223. пјешадијске дивизије 6. маја 1941. године, учествујући са овом јединицом у нападу на Совјетски Савез до 19. октобра.
1. новембра 1942. постао је командант њемачких трупа у Независној Држави Хрватској. Промовисан је у генерала пјешадије 1. фебруара 1943. године. Добио је одликовање њемачки златни крст 30. априла 1943. и постао први командант новооснованог XV планинског корпуса 25. августа. Учествовао је у бројним операцијама против четника и партизана у Југославији, нарочито у операцијама Шварц, Вајс и Тојфел под командом Александра Лера.
31. јула 1944, Литерс је напустио њемачку војску и пензионисао се. Заробљен од стране Руса на крају рата, преминуо је у затвору у Русији 1945.године.